# Робертсон, Хамза
Хамза Робертсон (араб. حمزة روبرتسون‎, англ. Hamza Robertson, урожденный как Том Робертсон англ. Tom Robertson; род. 17 января 1982, Англия) — английский певец, подписавший контракт с «Andante Records» и управляемый им.

## Ранний период жизни
Том Робертсон родился в Чаддертоне, Большой Манчестер, Англия, он воспитывался в христианской семье. С раннего возраста он занимался музыкой и исполнительским искусством. Он был частью местной театральной мастерской, где писал музыку и играл в пьесах. Он принимал участие в группах после окончания колледжа, играл на инструментах и писал музыку.
Он изучал исполнительское искусство и популярную музыку в течение трёх лет до 20 лет.

## Карьера
В 2003 году, в возрасте 21 года, Робертсон принял ислам и взял имя Хамза.
В ноябре 2006 года он выступил на мероприятии «Global Peace and Unity Event» в выставочном центре «Excel London» в Лондоне, организованном «Islam Channel».
В июле 2007 года Робертсон выпустил свой первый альбом «Something About Life» на лейбле «Awakening Records».
В 2013 году он работал с известным артистом Сами Юсуфом под лейблом «Andante Records». Его музыка набрала миллионы просмотров на YouTube.
Позже Робертсон вернулся к своим корням и создал рок-группу «Yesterday's Child».
Робертсон также имеет дневную работу в телефонной компании.

## Дискография

### Альбомы
| Название             | Подробности альбома                                                                |
| -------------------- | ---------------------------------------------------------------------------------- |
| Something About Life | - Выпущен: 3 июля 2007 г. - Лейбл: Awakening Music - Форматы: CD, digital download |